# La figlia del reggimento (film 1933 Billon e Lamac)
La figlia del reggimento (La Fille du régiment) è un film del 1933 diretto da Pierre Billon e Carl Lamac. È la versione francese di La figlia del reggimento, il film originale austro-tedesco diretto dal solo Lamac. Anny Ondra, nei panni della vivandiera Mary, fu protagonista di entrambe le pellicole.

## Trama
Mary, cresciuta tra i soldati, viene considerata da tutti "la figlia del reggimento". Dopo la morte di suo padre, il capitano, la bambina è stata allevata dal suo sergente che la ama come una vera figlia. Un giorno, però, giunge all'accampamento Lady Diana che viene riconosciuta da Bully come la moglie del capitano e la madre di Mary. Lady Diana, felice di rivedere la bambina che aveva creduta perduta, porta via con sé la ragazza, decisa a farne una gran dama. Ma la ragazza rimpiange la vita libera tra i soldati. Ritorna al campo, rivivendo insieme al sergente i vecchi tempi felici. Al rivedere il suo innamorato, la giovane decide che non sottostarà più alle decisioni della madre che la vuole far sposare con un uomo ricco e importante. Lady Diana non può far altro che accettare la volontà della figlia.

## Produzione
Il film fu prodotto dalla Vandor Film.

## Distribuzione
Distribuito dalla Gray-Film, uscì nelle sale cinematografiche francesi nel 1933, presentato in prima a Parigi il 12 giugno.